# Monte Ittikasaat

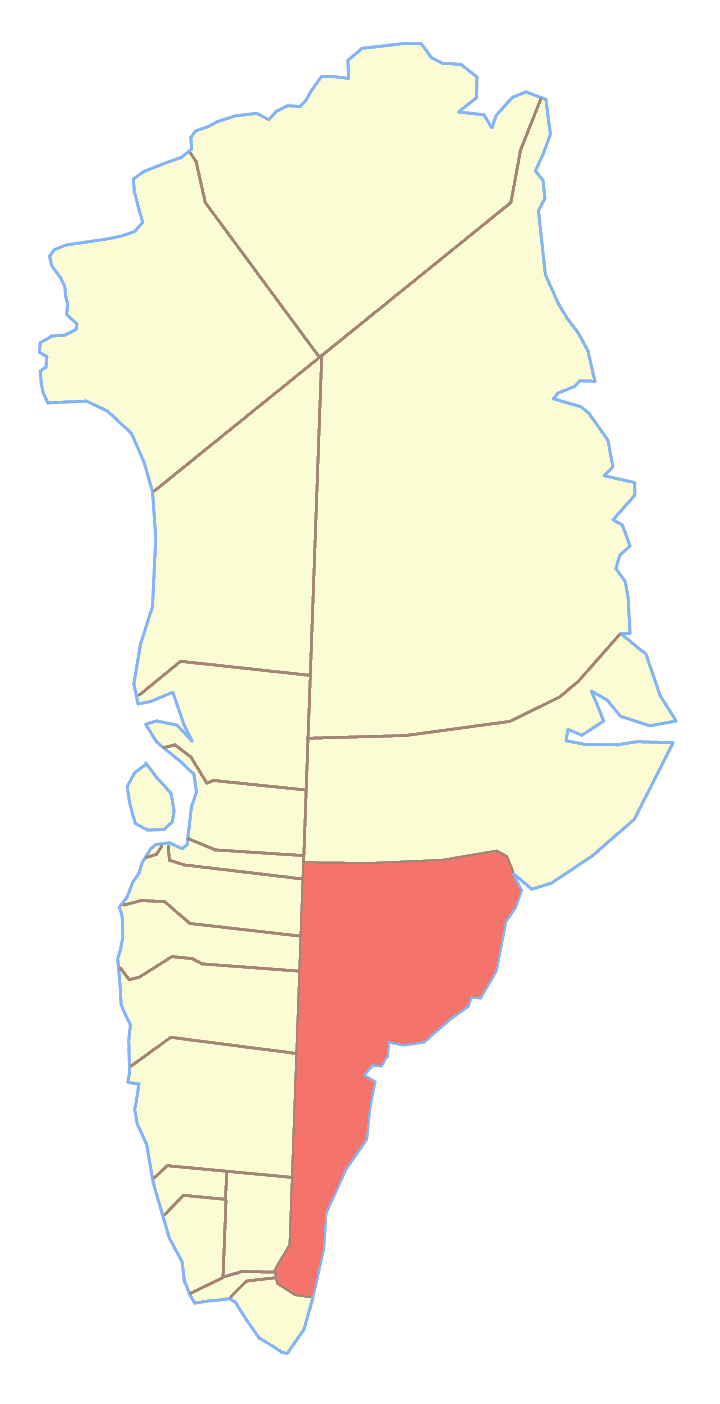
Ex comune di Ammassalik, dove si trovava il Monte Ittikasaat

Il monte Ittikasaat (groenlandese Ittikasaat Qaqqaat, danese Blokken) è una montagna della Groenlandia di 851 m. Si trova a 65°48'N 36°56'O; appartiene al comune di Sermersooq.